# 다니엘 아세베스
다니엘 아세베스 비야그란(스페인어: Daniel Aceves Villagrán, 1964년 11월 18일~)은 멕시코의 레슬링 선수이다. 1984년 하계 올림픽 그레코로만형 플라이급에서 은메달을 획득했다.
동생인 로베르토도 레슬링 선수이다.